# Andrea Álvarez
Andrea Álvarez (Buenos Aires; 23 de mayo de 1962) es una baterista, percusionista, cantante y compositora argentina. Formó parte de Rouge, el nombre original de la banda Viuda e Hijas de Roque Enroll en sus inicios, que fue la primera formación de rock argentino integrada solamente por mujeres. Desde fines de la década del noventa encaró proyectos propios, primero con la banda Pulsomadre y desde 2001 como solista, lanzando hasta la fecha cinco álbumes de estudio, un CD/DVD en vivo y dos EPs, además de acompañar a numerosos artistas de renombre nacional e internacional en sus presentaciones en vivo o grabaciones.
Ha ganado el Premio Konex por "Mejor artista femenina de rock de la década" (2015) y fue nominada en los Grammy Latinos 2016 en la categoría “Mejor álbum de rock” por Y lo dejamos venir.

## Biografía

### Rouge y los comienzos
Andrea Álvarez es pionera entre las bateristas mujeres de Argentina, y la primera en llevar adelante la carrera de baterista profesionalmente. Integró Rouge (en reemplazo de Mari Sánchez), junto a Claudia Sinesi, María Gabriela Epumer y Ana Crotti. Rouge fue la primera banda de rock en Argentina conformada íntegramente por mujeres, que interpretaban temas propios. Su disolución dio paso a la banda Viuda e Hijas de Roque Enroll.
Ha colaborado con artistas y bandas nacionales como Soda Stereo, Divididos (tanto como baterista suplente como percusionista), Charly García, David Lebón, Celeste Carballo, Lito Vitale, Juan Carlos Baglietto, Memphis la Blusera, Los Rodríguez, Los Tipitos, Patricia Sosa, Marcela Morelo, Attaque 77, Alejandro Lerner,  y Natalia Oreiro. Además, ha trabajado con artistas internacionales como Celia Cruz, Tito Puente y Alex Acuña y Draco Rosa.

### Con Soda Stereo
Entre todas sus colaboraciones, la más recordada fue como percusionista de Soda Stereo por tres años, incluyendo la grabación de tres de sus discos (Languis, Canción animal y Rex Mix), giras, participación en sus shows despedida y la gira Me verás volver, y tocando en reemplazo de Charly Alberti en el evento Personalidad del año 2008 de CAPIF.

### Solista
A fines de la década del '90 Andrea Álvarez comienza a producir su propia música, primero con el proyecto Pulsomadre (un ensamble de percusión compuesto por mujeres), y luego por su cuenta. Desde entonces ha publicado cuatro discos, dos EPs y un CD/DVD en vivo.
En 2013 realiza videos de bajo y batería para YouTube junto a Lonnie Hillyer como “Lonnie Hillyer's Grooves”.
En 2015 recibió un Premio Konex a "Mejor Artista femenina de rock de la década", junto con otras cinco solistas femeninas argentinas.
En 2016 forma parte del jurado del popular programa de televisión Rock del país, conducido por Bebe Contepomi y transmitido por el canal TN (Todo Noticias), y toca como baterista estable de la banda de la popular actriz y cantante Natalia Oreiro, con quien gira por Argentina, Uruguay y Rusia. Es además embajadora en Argentina del concurso internacional de bateristas mujeres “Hit Like a Girl”.

#### Andrea Álvarez y Entre caníbales
A partir del año 2000 -y en compañía del productor Emilio Haro- empieza a dar forma a lo que fue su primer disco solista, titulado Andrea Álvarez. Cuenta con la participación de Gustavo Cerati, Erica García y Zeta Bosio, entre otros. Álvarez estuvo a cargo de la dirección, los arreglos de percusión y las voces, además de la composición de los temas. 
En el año 2003 graba un EP, Entre caníbales, también producido junto a Emilio Haro, y el cual fue editado y distribuido por Pop Art.

#### ¿Dormís?
Nuevamente en compañía de Emilio Haro en la producción pero ya con la participación de Mauro Quintero, y Franco Fontanarrosa en los arreglos, 2006 es el año del lanzamiento de ¿Dormís?, editado por Pirca Records y distribuido por Universal Music. Este segundo álbum de estudio fue presentado intensamente en Buenos Aires y el interior de Argentina en los años siguientes.

#### Doble A
Andrea Álvarez recibe 2008 con un nuevo disco: Doble A, esta vez junto a su nueva banda (entra Nano Casale en bajo), y su compañero Emilio Haro, quien participa en los arreglos. Álvarez convoca a Jim Diamond, conocido productor estadounidense de Detroit, para darle forma a un disco más crudo y visceral. Es grabado en estudios ION y mezclado y masterizado en Ghetto Recorders por Diamond.
Con invitados como Ricardo Mollo y Richard Coleman, el disco es editado por Pirca Records y distribuido por Universal Music. Tiene a su vez su presentación oficial el 16 de abril de 2009 en el salón de Niceto Club, en Buenos Aires. En 2010 Doble A es lanzado en México, de la mano de Fonarte Latino.
Dos años después, con su nueva banda (Lonnie Hillyer en bajo y León Peirone en guitarra) más la participación de Mariano Martínez y Richard Coleman como invitados, edita su primer DVD, Doble A en vivo en Estudio ION, que se puede descargar gratuitamente desde su sitio web.

#### Y lo dejamos venir
En 2013 lanza el tema "Se pudre todo". Lo graba junto a Hillyer y Peirone, y lo cuelga gratuitamente en su sitio web. Además, graba un videoclip para la canción.
En 2015 y de manera independiente edita su cuarto disco, Y lo dejamos venir, con una nueva banda: Lonnie Hillyer en bajo y Tomás Brugués en guitarra. La producción está a cargo de Andrea Álvarez junto a Hillyer y contiene doce canciones compuestas por ella misma, incluyendo una regrabación de "Se pudre todo". La placa es aclamada por la crítica y es presentada en un show transmitido en línea en Vorterix.
En 2016 Y lo dejamos venir es nominado en los Grammy Latinos 2016 como “Mejor Álbum de Rock”. Álvarez y Hillyer viajan a Las Vegas para la ceremonia y Andrea es entrevistada por medios estadounidenses.
Ese mismo año publica su segundo EP, en formato digital y disponible en las mayores plataformas, Porque sí, en el que revisita en vivo en estudio cuatro canciones de sus discos Andrea Álvarez y ¿Dormís?.

#### La cadena del mal
En julio de 2024 lanzó La cadena del mal (LCDM), su quinto disco de estudio, que fue grabado en el estudio Panda de Buenos Aires, en octubre y noviembre de 2023. El álbum, producido por Andrea Álvarez, el bajista Lonnie D. Hillyer, y el guitarrista Tomi Brugués, contó con la ingeniería y mezcla de Christian Algarañaz. Este nuevo disco fue masterizado en el estudio Revealsound de Londres UK, bajo la supervisión de Neil Pickles, quien también trabajó junto a Tool, Groove Armada, Basement Jaxx, Fun Lovin' Criminals, The Alabama Three, Kasabian y The Buzzcocks, entre otras bandas. El disco fue lanzado junto al videoclip del tema apertura "Sos La Muerte del Rock", dirigido por Sal Lencina. La fotos de portada son creación de la fotógrafa y artista visual Nora Lezano, y el diseño fue realizado por Giselle Morello.

## Discografía
- Andrea Álvarez, 2001
- Entre caníbales (EP), 2003
- ¿Dormís?, 2006
- Doble A, 2008
- Y lo dejamos venir, 2015
- Porque sí (EP), 2017
- Vamos viendo adonde está la libertad (sencillo), 2017
- La cadena del mal, 2024

## DVD
- Doble A en vivo en Estudio ION, 2010